# Peter Ochs

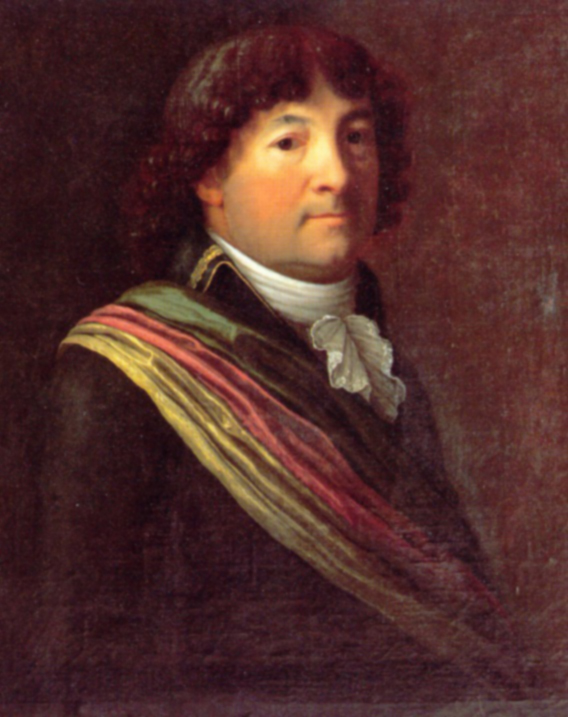
Peter Ochs.

Peter Ochs, född  20 augusti 1752 i Nantes, död 19 juni 1821 i Basel, var en schweizisk politiker, jurist och historiker. 
Ochs var anhängare av upplysningstidens idéer. Han var medförfattare till Helvetiska republikens konstitution.